# 굿 게임 아시아
《굿 게임 아시아》는 한국, 싱가포르, 태국, 필리핀, 베트남, 호주, 뉴질랜드, 인도 등 8개국 15명의 유명 게임인들이 총상금 20만 딜러를 놓고 스트리밍 경쟁과 게임 대회 등을 통해 진정한 게이머의 자리를 다투게 되는 리얼리티 프로그램이다.